# Kardiakafti
Kardiakafti  este un oraș în Grecia în prefectura Elida.